# Алексей Шахматов
Алексей Александрович Шахматов (на руски: Алексе́й Алекса́ндрович Ша́хматов) е руски езиковед.

## Биография
Шахматов произхожда от благородническо семейство. От 1884 г. той следва в историко-филологическия факултет на Московския държавен университет. 1887 г. завършва с труда си „За продължителността и ударенията в общославянския“. 1894 започва да работи в Руската академия на науките, а 1899 става неин равноправен член. 1910 започва да преподава като професор в Санктпетербургския държавен университет.
Става член на Държавния съвет и взема участие в приготовленията за правописна реформа, станала факт през 1917 г.
Шахматов е един от най-значимите исторически езиковеди за времето си. В центъра на изследванията му са историята, диалектологията и съвременното състояние на руския език, то също така и праславянският език. Най-известни са изследванията му върху Началната руска летопис. Освен тях има приноси и в други области, като диалектологията и синтаксиса.